# Славия (футбольный клуб, София)
«Сла́вия» — болгарский футбольный клуб, выступающий в высшем дивизионе чемпионата страны. Основан 10 апреля 1913 группой молодых игроков, живших недалеко от Русского памятника и выступавших за клубы «Ботев» и «Развитие». Клуб участвовал во всех чемпионатах Болгарии, начиная с 1924.

## История

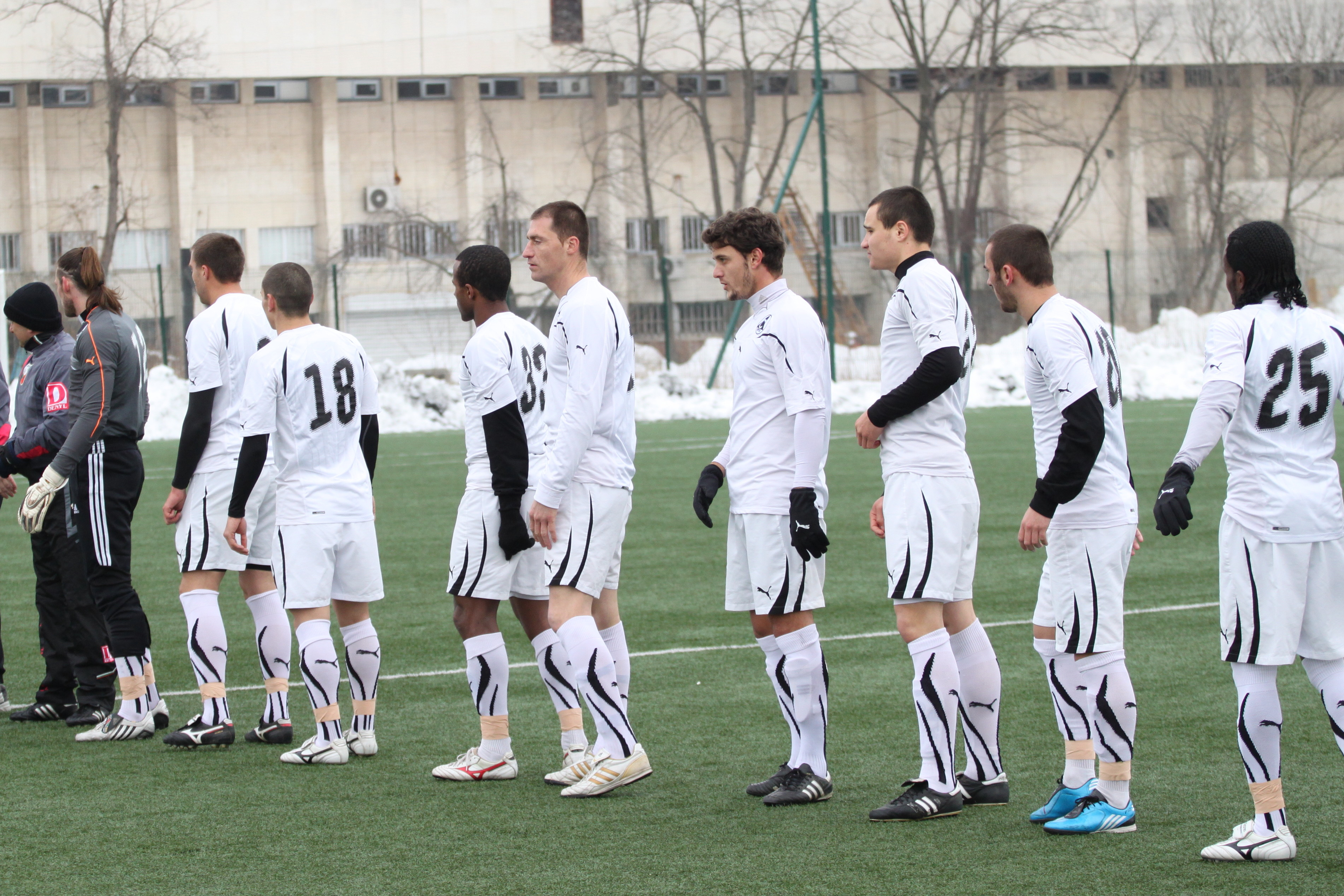
«Славия» перед контрольным матчем с Лудогорцем, 28 января 2011

10 апреля 1913 года в результате слияния двух столичных команд — «Ботев» (основан в 1909 году) и «Развитие» (основан в 1910 году) был создан Софийский спортивный клуб «Славия». Ботевские ребята уже были знакомы с соревновательным процессом; у клуба была белая игровая форма и футбольный мяч, купленный немецкой фирмой Walterpruch за 22 лв. Первые члены нового клуба жили в районе Памятника России. Они выбрали название «Славия» как символ славянства, но еще и потому, что они уже слышали о одноименной чешской команде, от которой надеялись получить поддержку. Основатели клуба учились в Чехии и создали клуб по образцу пражской «Славии». Димитр Благоев-Пальо избран первым председателем.
В 1928 году «Славия» впервые стала чемпионом Болгарии, победив «Владислава» (Варна) 4:0 в финале чемпионата. До 1944 года он был одним из самых известных клубов Болгарии, выиграв еще 5 чемпионских титулов — 1930, 1936, 1939, 1941 и 1943.
В 1963 году «Славия» дебютировала в европейском клубным турнире, а в 1967 году стала первой болгарской командой, вышедшей в полуфинал Кубка кубков. По пути «белые» выбили уэльский «Суонси Сити», французский «Страсбург» и швейцарский «Серветт», а в полуфинале проиграли шотландским «Глазго Рейнджерс» после двух минимальных поражений со счетом 0:1. В этот период в «Славии» играли легендарные футболисты, такие как вратарь Симеон Симеонов, Александр Шаламанов, Александр Василев и многие другие.
В 1969 году клуб был объединен с «Локомотивом» (София) под названием «ЖСК-Славия». В 1971 году две команды снова разделились, так как активы «ЖСК-Славия» были добавлены к активам «Славии». В последующие годы «белые» создали сильную команду, в которой необходимо выделить Андрея Желязкова и Чавдара Цветкова. Клуб дважды выигрывал национальный кубок. В сезоне-1974/75 со счетом 3:2 в финале был обыгран «Локомотив» (София), а в сезоне-1979/80 со счетом 3:1 «Берое» (Стара Загора).
Следующие 15 сезонов оказались почти без трофеев. Команда лишь дважды выиграла Кубок Балкан. В 1986 году в финале был побежден греческий «Паниониос», а в 1988 году — румынский «Арджеш».
В середине 90-х годов XX века главным тренером был назначен Стоян Коцев, который в сезоне 1995/96 привел команду к историческому дублю. «Славия» стала чемпионами после 53-летнего перерыва, а также выиграла Кубок Болгарии. В финале турнира «белые» зафиксировали официальную победу со счетом 4:0, так как их соперник «Левски» (София) во втором тайме покинул поле при счете 1 0 под диктовкой президента Томаса Лафчиса.

## Название

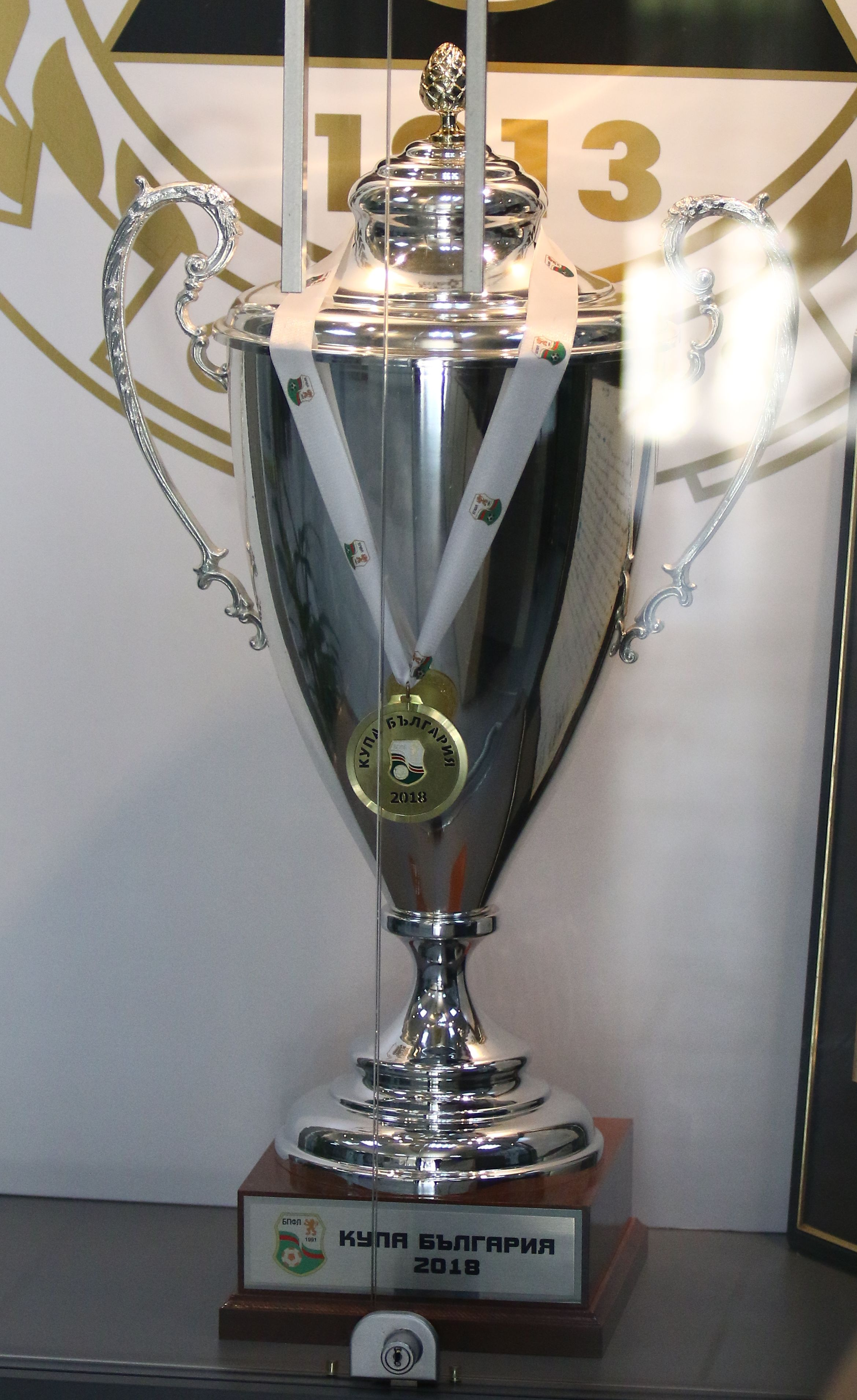
Кубок Болгарии, выигранный «Славией» в 2018 году

- Славия (1913—1945)
- Славия-45 (1945—1946)
- Славия (1946—1949)
- Строител (1949—1950)
- Ударник (1951—1957)
- Славия (1957—1969)
- ЖСК-Славия (1969—1971)
- Славия (1971—1999)
- Славия 1913 (с 1999)

## Факты
- 11 августа 1913 г. — Состоялся первый официальный матч «Славии» — против «Савата»\ФК 13 (1:0). Единственный гол забил Борис Шаранков.
- 15 апреля 1915 г. — Первый товарищеский матч между «Славией» и Левски (София), завершившийся победой (1:0) «белых».
- 3 октября 1923 г. — Клуб стал владельцем участка рядом с памятником России и начал строительство собственного стадиона.
- 1924 г. — Впервые «Славия» наняла тренера из-за границы. Это Вилибалд Щейскал из «Рапид Вена».
- 10 июня 1925 г. — Впервые команда Болгарии посетила европейскую страну — «Славия» играла в Италии и одержала три победы из 4-х матчей.
- 1926 г. — Футболист «белых» Георги Григоров-Фурлана — первый болгарский международный футбольный арбитр.
- 12 марта 1958 г. -Начато строительство действующего спортивного комплекса «Славия» в микрорайоне Овча Купел. Первым выступил Димитр Тинев — председатель женской секции баскетбольного клуба «Славия», мэр 6-го района Софии.
- 1967 г. — «Славия» стала первым болгарским футбольным клубом, вышедшим в полуфинал европейского клубного турнира
- 4 июня 1996 г. — После 53-летнего перерыва «Славия» выиграла чемпионский титул, а вдобавок и Кубок Болгарии.
- 13 августа 1999 г. — В соответствии с Коммерческим законом Болгарии, клуб преобразовался в Профессиональный футбольный клуб «Славия» АД — София.
- 9 мая 2018 г. — После рекордного 22-летнего перерыва без трофеев «Славия» выиграла Кубок Болгарии после победы над «Левски» (София).

## Достижения

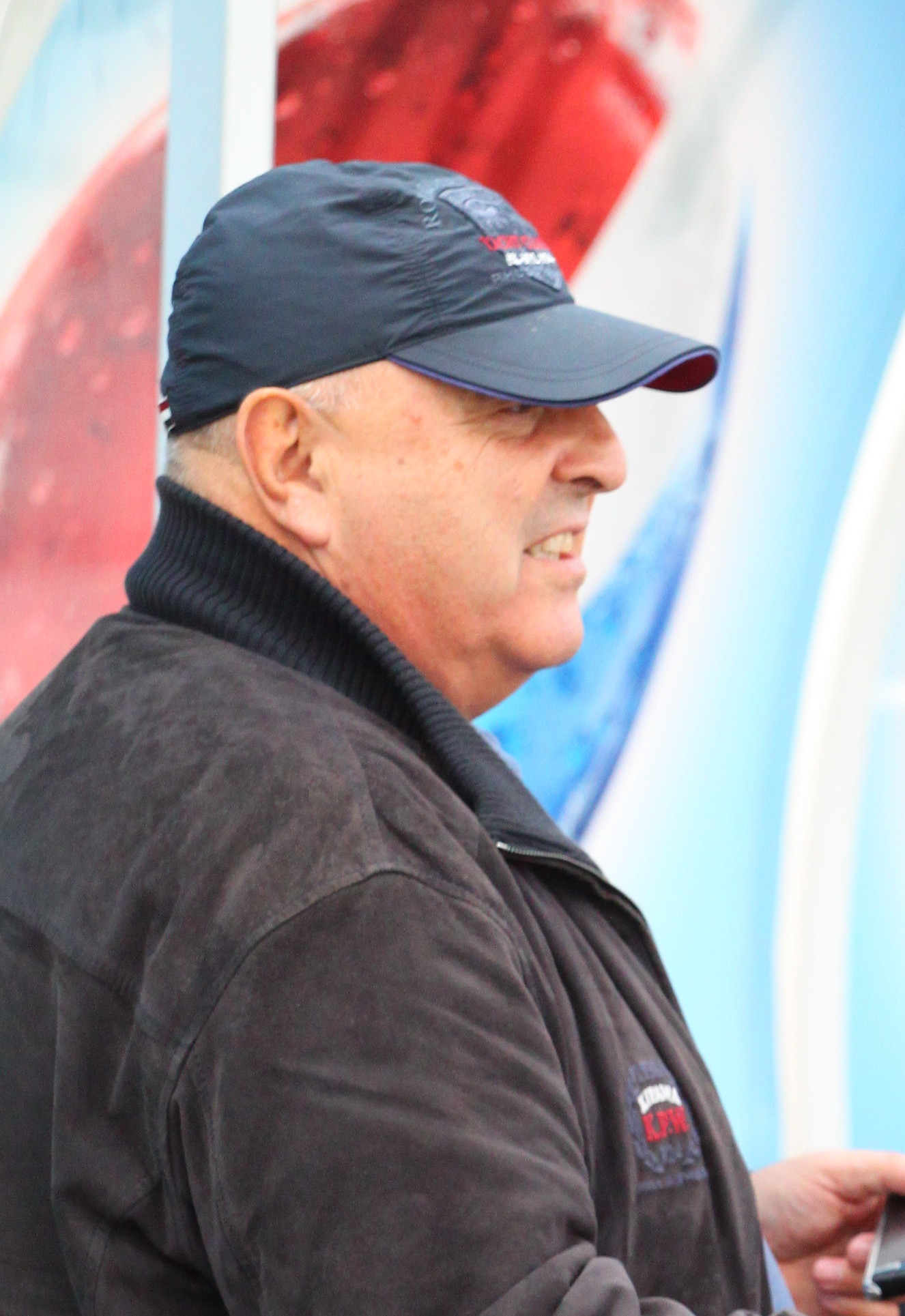
Президент клуба Венцислав Стефанов — основа успеха клуба в 1996 году.

- Чемпион Болгарии (7): 1928, 1930, 1936, 1939, 1941, 1943, 1996
- Серебряный призёр чемпионата Болгарии (10): 1932, 1934, 1950, 1954, 1955, 1959, 1967, 1980, 1990, 1991.
- Бронзовый призёр чемпионата Болгарии (13): 1940, 1942, 1964, 1965, 1966, 1970, 1973, 1982, 1986, 1997, 2020.

- Обладатель Кубка Болгарии (8): 1952, 1963, 1964, 1966, 1975, 1980, 1996, 2018

- Финалист Суперкубка Болгарии (1): 2018

- Обладатель Балканского Кубка (2): 1986, 1987

- Обладатель Кубка Интертото (1): 1977

## Выступления в еврокубках
| Сезон   | Турнир                   | Раунд                         | Соперник         | Дома | В гостях | Общий счет |  |
| ------- | ------------------------ | ----------------------------- | ---------------- | ---- | -------- | ---------- |  |
| 1963/64 | Кубок обладателей кубков | Первый раунд                  | МТК Будапешт     | 1:1  | 0:1      | 1:2        |  |
| 1964/65 | Кубок обладателей кубков | Первый раунд                  | Корк Селтик      | 1:1  | 0:2      | 3:1        |  |
| 1964/65 | Кубок обладателей кубков | Второй раунд                  | Лозанна          | 2:1  | 0:1      | 2:2(г)     |  |
| 1966/67 | Кубок обладателей кубков | Первый раунд                  | Суонси Сити      | 4:0  | 1:1      | 5:1        |  |
| 1966/67 | Кубок обладателей кубков | Второй раунд                  | Страсбур         | 2:0  | 0:1      | 2:1        |  |
| 1966/67 | Кубок обладателей кубков | 1/4 финала                    | Серветт          | 3:0  | 0:1      | 3:1        |  |
| 1966/67 | Кубок обладателей кубков | 1/2 финала                    | Рейнджерс        | 0:1  | 0:1      | 0:2        |  |
| 1968/69 | Кубок ярмарок            | Первый раунд                  | Абердин          | 0:0  | 0:2      | 0:2        |  |
| 1969/70 | Кубок ярмарок            | Первый раунд                  | Валенсия         | 2:0  | 1:1      | 3:1        |  |
| 1969/70 | Кубок ярмарок            | Второй раунд                  | Килмарнок        | 2:0  | 1:4      | 3:4        |  |
| 1970/71 | Кубок ярмарок            | Первый раунд                  | Хайдук Сплит     | 1:0  | 0:3      | 1:3        |  |
| 1972/73 | Кубок обладателей кубков | Первый раунд                  | Шальке 04        | 1:3  | 1:2      | 2:5        |  |
| 1973/74 | Кубок УЕФА               | Первый раунд                  | Динамо Тбилиси   | 2:0  | 1:4      | 3:4        |  |
| 1975/76 | Кубок обладателей кубков | Первый раунд                  | Штурм            | 1:0  | 1:3      | 2:3        |  |
| 1980/81 | Кубок обладателей кубков | Первый раунд                  | Легия Варшава    | 3:0  | 0:1      | 3:1        |  |
| 1980/81 | Кубок обладателей кубков | Второй раунд                  | Спарта Прага     | 3:0  | 0:2      | 3:2        |  |
| 1980/81 | Кубок обладателей кубков | 1/4 финала                    | Фейеноорд        | 3:2  | 0:4      | 3:6        |  |
| 1982/83 | Кубок УЕФА               | Первый круг                   | Сараево          | 2:2  | 2:4      | 4:6        |  |
| 1988/89 | Кубок УЕФА               | Первый раунд                  | Партизан Белград | 0:5  | 0:5      | 0:10       |  |
| 1990/91 | Кубок УЕФА               | Первый раунд                  | Омония Никосия   | 2:1  | 2:4(д)   | 4:5        |  |
| 1991/92 | Кубок УЕФА               | Первый раунд                  | Осасуна          | 1:0  | 0:4      | 1:4        |  |
| 1995/96 | Кубок УЕФА               | Предварительный раунд         | Олимпиакос       | 0:2  | 0:1      | 0:3        |  |
| 1996/97 | Кубок УЕФА               | Предварительный раунд         | Инкарас          | 4:3  | 1:1      | 5:4        |  |
| 1996/97 | Кубок УЕФА               | Квалификационный раунд        | Тироль           | 1:1  | 1:4      | 2:5        |  |
| 2016/17 | Лига Европы УЕФА         | Первый квалификационный раунд | Заглембе Любин   | 1:0  | 0:3      | 1:3        |  |
| 2018/19 | Лига Европы УЕФА         | Первый квалификационный раунд | Ильвес           | 2:1  | 1:0      | 3:1        |  |
| 2018/19 | Лига Европы УЕФА         | Второй квалификационный раунд | Хайдук Сплит     | 2:3  | 0:1      | 2:4        |  |
| 2020/21 | Лига Европы УЕФА         | Первый квалификационный раунд | Кукеси           | -    | 1:2      | 1:2        |  |

## Текущий состав
На 11 сентября 2020 года
| №  |          | Поз. | Имя               | Год рождения |
| -- | -------- | ---- | ----------------- | ------------ |
| 1  | Болгария | Вр   | Георги Петков     | 1976         |
| 3  | Болгария | Защ  | Ертан Томбак      | 1999         |
| 4  | Болгария | Защ  | Петр Патев        | 1993         |
| 6  | Болгария | Защ  | Мартин Георгиев   | 2005         |
| 7  | Болгария | Нап  | Венцислав Христов | 1988         |
| 8  | Болгария | Нап  | Димитр Рангелов   | 1983         |
| 9  | Болгария | Нап  | Калоян Крастев    | 1999         |
| 10 | Болгария | ПЗ   | Янис Карабельов   | 1996         |
| 11 | Болгария | ПЗ   | Радослав Кирилов  | 1992         |
| 13 | Болгария | Вр   | Светослав Вуцов   | 2002         |
| 14 | Болгария | Нап  | Ивайло Димитров   | 1989         |
| 15 | Россия   | Защ  | Артём Варганов    | 2004         |
| 17 | Болгария | Защ  | Радослав Терзиев  | 1994         |
| 18 | Болгария | ПЗ   | Димитр Стоянов    | 2001         |

| №  |                         | Поз. | Имя                | Год рождения |
| -- | ----------------------- | ---- | ------------------ | ------------ |
| 19 | Болгария                | ПЗ   | Филип Крыстев      | 2001         |
| 22 | Флаг Северной Македонии | ПЗ   | Дарко Тасевски     | 1984         |
| 23 | Болгария                | Защ  | Емил Виячки        | 1990         |
| 24 | Болгария                | ПЗ   | Мартин Атанасов    | 2002         |
| 29 | Болгария                | Защ  | Венелин Филипов    | 1990         |
| 38 | Болгария                | Защ  | Милен Гамаков      | 1994         |
| 55 | Болгария                | Защ  | Андреа Христов     | 1999         |
| 71 | Болгария                | ПЗ   | Емил Стоев         | 1996         |
| 73 | Болгария                | ПЗ   | Венцислав Бенгюзов | 1991         |
| 77 | Болгария                | ПЗ   | Георги Валчев      | 1991         |
| 83 | Болгария                | Защ  | Христо Попадийн    | 1994         |
| 93 | Болгария                | ПЗ   | Атанас Кабов       | 1999         |
| -  | Флаг Северной Македонии | Защ  | Филип Антовски     | 2000         |

### Игроки в аренде
| № |          | Поз. | Имя                                                | Год рождения |
| - | -------- | ---- | -------------------------------------------------- | ------------ |
| - | Болгария | ВР   | Иван Дерменджиев (в «Спортист» до 31 декабря 2020) | 2001         |
| - | Болгария | Защ  | Мартин Ачков (в «Септември» до 31 декабря 2020)    | 2001         |
| - | Болгария | Защ  | Константин Иванов (в «Янтра» до 31 декабря 2020)   | 2000         |

| № |          | Поз. | Имя                                                        | Год рождения |
| - | -------- | ---- | ---------------------------------------------------------- | ------------ |
| - | Болгария | ПЗ   | Тони Иванов (в «Янтра» до 31 декабря 2020)                 | 1999         |
| - | Болгария | ПЗ   | Христо Иванов (в «Спортист» до 31 декабря 2020)            | 2000         |
|   | Болгария | Нап  | Цветелин Чунчуков (в «Академика Клинчени» до 30 июня 2018) | 1994         |